# Herbert William Garratt
Herbert Garratt (Londra, 8 giugno 1864 – Richmond upon Thames, 25 settembre 1913) è stato un ingegnere inglese, inventore della Locomotiva Garratt.